# Тимково (Волоколамский район)
Тимково — деревня в Волоколамском районе Московской области России. Входит в состав городского поселения Волоколамск. Население — 27 чел. (2010).

## География
Деревня Тимково расположена на левом берегу реки Ламы, ниже устья Селесни (бассейн Иваньковского водохранилища), примерно в 4 км к западу от центра города Волоколамска. В километре к югу от деревни проходит федеральная автодорога «Балтия» М9.
Ближайшие населённые пункты — село Ивановское и деревня Хворостинино. В деревне четыре улицы — Запрудная, Зелёная, Прохладная и Старошаховская, Запрудный переулок, а также относящаяся к деревне территория подстанции «Грибово».
Связана автобусным сообщением с районными центрами — городом Волоколамском и посёлком городского типа Шаховская.

## Население
| 1852 | 1859 | 1926 | 2002 | 2006 | 2010 |
| ---- | ---- | ---- | ---- | ---- | ---- |
| 240  | →240 | ↗459 | ↘20  | ↗25  | ↗27  |

## Достопримечательности
В деревне Тимково расположена Братская могила советских воинов, погибших в 1941—1942 годах в Великой Отечественной войне. Братская могила имеет статус памятника истории местного значения.

## История
При межевании 1766 года указана как сельцо Тинково.
В «Списке населённых мест» 1862 года Тиньково — владельческая деревня 2-го стана Волоколамского уезда Московской губернии по левую сторону Старицко-Зубцовского тракта от города Волоколамска до села Ярополча, в 4 верстах от уездного города, при реке Ламе, с 30 дворами и 240 жителями (106 мужчин, 134 женщины).
По данным на 1890 год входила в состав Тимошевской волости Волоколамского уезда, число душ мужского пола составляло 111 человек.
В 1913 году — 65 дворов, мукомольная мельница.
По материалам Всесоюзной переписи населения 1926 года — центр Тимковского сельсовета Тимошевской волости, проживало 459 жителей (213 мужчин, 246 женщин), насчитывалось 80 крестьянских хозяйств, имелась школа.
С 1929 года — населённый пункт в составе Волоколамского района Московского округа Московской области. Постановлением ЦИК и СНК от 23 июля 1930 года округа как административно-территориальные единицы были ликвидированы.
1929—1954 гг. — центр Тимковского сельсовета Волоколамского района.
1954—1959 гг. — деревня Пригородного сельсовета Волоколамского района.
1959—1963 гг. — деревня Волоколамского сельсовета Волоколамского района.
1963—1965 гг. — деревня Волоколамского сельсовета Волоколамского укрупнённого сельского района.
1965—1994 гг. — деревня Волоколамского сельсовета Волоколамского района.
В 1994 году Московской областной думой было утверждено положение о местном самоуправлении в Московской области, сельские советы как административно-территориальные единицы были преобразованы в сельские округа.
1994—2006 гг. — деревня Волоколамского сельского округа Волоколамского района.
С 2006 года — деревня городского поселения Волоколамск Волоколамского муниципального района Московской области.